# Coupe du monde des clubs de la FIFA 2008
Navigation
Japon 2007 Émirats arabes unis 2009
La Coupe du monde des clubs 2008 est la cinquième édition de la Coupe du monde des clubs de la FIFA. Elle s'est tenue du 11 au 21 décembre 2008 au Japon, pour la quatrième fois de son histoire.
Les clubs champions continentaux des six confédérations continentales de football disputent le tournoi en compagnie de l'Adelaide United FC, qualifié en tant que finaliste de la Ligue des Champions de l'AFC 2008, le Gamba Ōsaka étant à la fois champion d'Asie et du Japon.
Le Manchester United FC remporte la finale de la compétition en battant par un but à zéro le LDU Quito.

## Clubs qualifiés
Les équipes participant à la compétition, sont les vainqueurs des plus grandes compétitions inter-clubs de chaque confédération. Le vainqueur de la confédération océanienne doit quant à lui affronter au premier tour le vainqueur du championnat du pays hôte.
| Club                     | Pays                     | Confédération            | Épreuve qualificative                   |
| Rentrent en demi-finales | Rentrent en demi-finales | Rentrent en demi-finales | Rentrent en demi-finales                |
| ------------------------ | ------------------------ | ------------------------ | --------------------------------------- |
| LDU Quito                | Équateur                 | CONMEBOL                 | Copa Libertadores 2008                  |
| Manchester United        | Angleterre               | UEFA                     | Ligue des champions de l'UEFA 2007-2008 |
| Rentrent au second tour  |                          |                          |                                         |
| CF Pachuca               | Mexique                  | CONCACAF                 | Coupe des champions de la CONCACAF 2008 |
| Gamba Ōsaka              | Japon                    | AFC                      | Ligue des champions de l'AFC 2008       |
| Al Ahly SC               | Égypte                   | CAF                      | Ligue des champions de la CAF 2008      |
| Rentrent au premier tour |                          |                          |                                         |
| Waitakere United         | Nouvelle-Zélande         | OFC                      | Ligue des champions de l'OFC 2007-2008  |
| Adelaïde United          | Australie                | AFC                      | Ligue des champions de l'AFC 2008       |

1. ↑  Le Gamba Ōsaka, champion du Japon (pays hôte) est champion d'Asie et accède donc directement au second tour. C'est le vice-champion d'Asie, l'Adelaide United FC qui remplace le club du pays hôte au premier tour.

## Organisation
| \| Toyota Yokohama Tokyo \| Sites de la Coupe du monde des clubs 2008 |
| Toyota Yokohama Tokyo                                                 |

| Toyota Yokohama Tokyo |

| \| Toyota Yokohama Tokyo \| Sites de la Coupe du monde des clubs 2008 |
| Toyota Yokohama Tokyo                                                 |

| Toyota Yokohama Tokyo |

| Premier tour           | 11 décembre    |
| Second tour            | 13-14 décembre |
| Match pour la 5e place | 18 décembre    |
| Demi-finales           | 17-18 décembre |
| Match pour la 3e place | 21 décembre    |
| Finale                 | 21 décembre    |

| Afrique - Mohamed Benouza Assistants : - Nasser Sadek Abdel Nabi - Angesom Ogbamariam Asie - Ravshan Irmatov - Yuichi Nishimura Assistants : - Abdukhamidullo Rasulov - Bahadyr Kochkorov - Toru Sagara - Jeong Hae-Sang Europe - Alberto Undiano Mallenco Assistants : - Fermín Martínez - Juan Carlos Yuste Jiménez | CONCACAF - Benito Archundia Assistants : - Hector Delgadillo - Marvin Rivera Océanie - Peter O'Leary Assistants : - Brent Best - Matthew Taro CONMEBOL - Pablo Pozo Assistants : - Patricio Basualto - Julio Díaz |

## Tournoi
Les rencontres du tournoi se disputent selon les lois du jeu, qui sont les règles du football définies par l'International Football Association Board (IFAB).
En cas d'égalité à l'issue du temps réglementaire, une prolongation de 30 minutes est jouée et le cas échéant une séance de tirs au but.

### Tableau
|  | 1er tour               | 1er tour               |                        |            | 2e tour                   | 2e tour                   |                 |                 | Demi-finales | Demi-finales |  |  | Finale                 | Finale                 |
|  | 11 décembre - Tokyo    |                        |                        |            |                           |                           |                 |                 |              |              |  |  |                        |                        |
|  | Adelaïde United        | 2                      |                        |            | 14 décembre - Toyota City | 14 décembre - Toyota City |                 |                 |              |              |  |  |                        |                        |
|  | Adelaïde United        | 2                      |                        |            | 14 décembre - Toyota City | 14 décembre - Toyota City |                 |                 |              |              |  |  |                        |                        |
|  | Waitakere United       | 1                      |                        |            | Adelaïde United           | 0                         |                 |                 |              |              |  |  |                        |                        |
|  | Waitakere United       | 1                      | 18 décembre - Yokohama |            | Adelaïde United           | 0                         |                 |                 |              |              |  |  |                        |                        |
|  |                        |                        |                        |            | Gamba Ōsaka               | 1                         |                 |                 |              |              |  |  |                        |                        |
|  | Gamba Ōsaka            | 3                      |                        |            | Gamba Ōsaka               | 1                         |                 |                 |              |              |  |  |                        |                        |
|  | Gamba Ōsaka            | 3                      |                        |            |                           |                           |                 |                 |              |              |  |  |                        |                        |
|  |                        |                        | Manchester United      | 5          |                           |                           |                 |                 |              |              |  |  |                        |                        |
|  |                        |                        | Manchester United      | 5          |                           |                           |                 |                 |              |              |  |  |                        |                        |
|  |                        |                        | 21 décembre - Yokohama |            |                           |                           |                 |                 |              |              |  |  |                        |                        |
|  |                        |                        |                        |            |                           |                           |                 |                 |              |              |  |  |                        |                        |
|  | Manchester United      | 1                      |                        |            |                           |                           |                 |                 |              |              |  |  |                        |                        |
|  | Manchester United      | 1                      | 13 décembre - Tokyo    |            |                           |                           |                 |                 |              |              |  |  |                        |                        |
|  |                        | LDU Quito              | 0                      |            |                           |                           |                 |                 |              |              |  |  |                        |                        |
|  |                        |                        | 0                      | Al Ahly SC | 2                         |                           |                 |                 |              |              |  |  |                        |                        |
|  | 17 décembre - Tokyo    |                        |                        | Al Ahly SC | 2                         |                           |                 |                 |              |              |  |  |                        |                        |
|  |                        | CF Pachuca             | 4 ap                   |            |                           |                           |                 |                 |              |              |  |  |                        |                        |
|  | CF Pachuca             | CF Pachuca             | 4 ap                   | 0          |                           |                           |                 |                 |              |              |  |  |                        |                        |
|  | CF Pachuca             | Cinquième place        | Cinquième place        | 0          |                           |                           | Troisième place | Troisième place |              |              |  |  |                        |                        |
|  |                        | Cinquième place        | Cinquième place        |            | LDU Quito                 | 2                         | Troisième place | Troisième place |              |              |  |  |                        |                        |
|  | Adelaïde United        | 1                      | Gamba Ōsaka            | 1          | LDU Quito                 | 2                         |                 |                 |              |              |  |  |                        |                        |
|  | Adelaïde United        | 1                      | Gamba Ōsaka            | 1          |                           |                           |                 |                 |              |              |  |  |                        |                        |
|  | Al Ahly SC             | 0                      | CF Pachuca             | 0          |                           |                           |                 |                 |              |              |  |  |                        |                        |
|  | Al Ahly SC             | 0                      | CF Pachuca             | 0          |                           |                           |                 |                 |              |              |  |  |                        |                        |
|  | 18 décembre - Yokohama | 18 décembre - Yokohama |                        |            |                           |                           |                 |                 |              |              |  |  | 21 décembre - Yokohama | 21 décembre - Yokohama |

### Premier tour
| 11 décembre 2008 | Adelaïde United                          | 2 – 1   | Waitakere United     | Stade National, Tokyo                            |                                                  |
| 19 h 45 (UTC+9)  | Daniel Mullen (en) 39e · Travis Dodd 83e | (1 – 1) | 34e Paul Seaman (es) | Spectateurs : 19 777 Arbitrage : Mohamed Benouza | Spectateurs : 19 777 Arbitrage : Mohamed Benouza |
| 19 h 45 (UTC+9)  | Rapport                                  |         |                      | Spectateurs : 19 777 Arbitrage : Mohamed Benouza | Spectateurs : 19 777 Arbitrage : Mohamed Benouza |

### Second tour
| 13 décembre 2008 | Al Ahly SC                                | 2 – 4 (a.p.) | CF Pachuca                                                                                       | Stade National, Tokyo                            |                                                  |
| 13 h 45 (UTC+9)  | Fausto Pinto 28e (csc) · Flávio Amado 45e | (2 – 1)      | 47e Luis Montes · 73e Christian Giménez · 98e Damián Ariel Álvarez (en) · 110e Christian Giménez | Spectateurs : 30 158 Arbitrage : Ravshan Irmatov | Spectateurs : 30 158 Arbitrage : Ravshan Irmatov |
| 13 h 45 (UTC+9)  | Rapport                                   |              |                                                                                                  | Spectateurs : 30 158 Arbitrage : Ravshan Irmatov | Spectateurs : 30 158 Arbitrage : Ravshan Irmatov |

| 14 décembre 2008 | Adelaïde United | 0 – 1   | Gamba Ōsaka       | Stade de Toyota, Toyota City                |                                             |
| 19 h 30 (UTC+9)  |                 | (0 – 1) | 23e Yasuhito Endō | Spectateurs : 38 141 Arbitrage : Pablo Pozo | Spectateurs : 38 141 Arbitrage : Pablo Pozo |
| 19 h 30 (UTC+9)  | Rapport         |         |                   | Spectateurs : 38 141 Arbitrage : Pablo Pozo | Spectateurs : 38 141 Arbitrage : Pablo Pozo |

#### Match pour la5eplace
| 18 décembre 2008 | Al Ahly SC | 0 – 1   | Adelaïde United | Stade Nissan, Yokohama                         |                                                |
| 16 h 30 (UTC+9)  |            | (0 – 1) | 7e Cristiano    | Spectateurs : 35 154 Arbitrage : Peter O'Leary | Spectateurs : 35 154 Arbitrage : Peter O'Leary |
| 16 h 30 (UTC+9)  | Rapport    |         |                 | Spectateurs : 35 154 Arbitrage : Peter O'Leary | Spectateurs : 35 154 Arbitrage : Peter O'Leary |

### Demi-finales
| 17 décembre 2008 | CF Pachuca | 0 – 2   | LDU Quito                            | Stade National, Tokyo                                     |                                                           |
| 19 h 30 (UTC+9)  |            | (0 – 2) | 4e Claudio Bieler · 26e Luis Bolaños | Spectateurs : 33 366 Arbitrage : Alberto Undiano Mallenco | Spectateurs : 33 366 Arbitrage : Alberto Undiano Mallenco |
| 19 h 30 (UTC+9)  | Rapport    |         |                                      | Spectateurs : 33 366 Arbitrage : Alberto Undiano Mallenco | Spectateurs : 33 366 Arbitrage : Alberto Undiano Mallenco |

| 18 décembre 2008 | Gamba Ōsaka                                                          | 3 – 5   | Manchester United                                                                                    | Stade Nissan, Yokohama                            |                                                   |
| 19 h 30 (UTC+9)  | Masato Yamazaki 74e · Yasuhito Endō 85e (pen.) · Hideo Hashimoto 90e | (0 – 2) | 28e Nemanja Vidić · 45e Cristiano Ronaldo · 75e Wayne Rooney · 79eWayne Rooney · 83e Darren Fletcher | Spectateurs : 67 618 Arbitrage : Benito Archundia | Spectateurs : 67 618 Arbitrage : Benito Archundia |
| 19 h 30 (UTC+9)  | Rapport                                                              |         | | Spectateurs : 67 618 Arbitrage : Benito Archundia | Spectateurs : 67 618 Arbitrage : Benito Archundia |

### Match pour la3eplace
| 21 décembre 2008 | CF Pachuca | 0 – 1   | Gamba Ōsaka         | Stade Nissan, Yokohama                      |                                             |
| 16 h 30 (UTC+9)  |            | (0 – 1) | 29e Masato Yamazaki | Spectateurs : 62 619 Arbitrage : Pablo Pozo | Spectateurs : 62 619 Arbitrage : Pablo Pozo |
| 16 h 30 (UTC+9)  | Rapport    |         |                     | Spectateurs : 62 619 Arbitrage : Pablo Pozo | Spectateurs : 62 619 Arbitrage : Pablo Pozo |

### Finale
| 21 décembre 2008 | LDU Quito | 0 – 1   | Manchester United | Stade Nissan, Yokohama | |
| 19 h 30 (UTC+9)  |           | (0 – 0) | 73e Wayne Rooney  | Spectateurs : 68 682 Arbitrage : Ravshan Irmatov (Principal) Abdukhamidullo Rasulov (Assistant) Bahadyr Kochkorov (Assistant) Yuichi Nishimura (Quatrième) | Spectateurs : 68 682 Arbitrage : Ravshan Irmatov (Principal) Abdukhamidullo Rasulov (Assistant) Bahadyr Kochkorov (Assistant) Yuichi Nishimura (Quatrième) |
| 19 h 30 (UTC+9)  | Rapport   |         |                   | Spectateurs : 68 682 Arbitrage : Ravshan Irmatov (Principal) Abdukhamidullo Rasulov (Assistant) Bahadyr Kochkorov (Assistant) Yuichi Nishimura (Quatrième) | Spectateurs : 68 682 Arbitrage : Ravshan Irmatov (Principal) Abdukhamidullo Rasulov (Assistant) Bahadyr Kochkorov (Assistant) Yuichi Nishimura (Quatrième) |

| LDU Quito | Manchester United |

| G               | 1  | José Cevallos       |  | 44e     |
| D               | 2  | Norberto Araujo     |  |         |
| D               | 3  | Renán Calle         |  | 66e 77e |
| D               | 13 | Neicer Reasco       |  | 82e     |
| D               | 14 | Diego Calderón      |  |         |
| D               | 23 | Jayro Campos (en)   |  | 36e     |
| M               | 7  | Luis Bolaños        |  | 87e     |
| M               | 8  | Patricio Urrutia    |  |         |
| M               | 15 | William Araujo (en) |  | 71e     |
| A               | 16 | Claudio Bieler      |  | 2e      |
| A               | 21 | Damián Manso        |  |         |
| Remplacements : |    |                     |  |         |
| M               | 4  | Paúl Ambrosi        |  | 77e     |
| M               | 20 | Pedro Larrea (en)   |  | 82e     |
| A               | 19 | Reinaldo Navia      |  | 87e     |
| Entraîneur :    |    |                     |  |         |
| Edgardo Bauza   |    |                     |  |         |

| G               | 1  | Edwin van der Sar |  |         |
| D               | 21 | Rafael            |  | 85e     |
| D               | 5  | Rio Ferdinand     |  |         |
| D               | 15 | Nemanja Vidić     |  | 49e     |
| D               | 3  | Patrice Évra      |  |         |
| M               | 7  | Cristiano Ronaldo |  |         |
| M               | 8  | Anderson          |  | 70e 88e |
| M               | 16 | Michael Carrick   |  |         |
| M               | 13 | Park Ji-Sung      |  |         |
| A               | 10 | Wayne Rooney      |  | 73e     |
| A               | 32 | Carlos Tévez      |  | 51e     |
| Remplacements : |    |                   |  |         |
| D               | 23 | Jonny Evans       |  | 51e     |
| D               | 2  | Gary Neville      |  | 85e     |
| M               | 24 | Darren Fletcher   |  | 88e     |
| Entraîneur :    |    |                   |  |         |
| Alex Ferguson   |    |                   |  |         |

## Récompenses
| Rang | Club              | Pays             |
| ---- | ----------------- | ---------------- |
| 1    | Manchester United | Angleterre       |
| 2    | LDU Quito         | Équateur         |
| 3    | Gamba Ōsaka       | Japon            |
| 4    | CF Pachuca        | Mexique          |
| 5    | Adelaïde United   | Australie        |
| 6    | Al Ahly SC        | Égypte           |
| 7    | Waitakere United  | Nouvelle-Zélande |

| Prix              | Lauréat           | Club              |
| ----------------- | ----------------- | ----------------- |
| Ballon d'or       | Wayne Rooney      | Manchester United |
| Ballon d'argent   | Cristiano Ronaldo | Manchester United |
| Ballon de bronze  | Damián Manso      | LDU Quito         |
| Prix du fair-play | Adelaïde United   | Adelaïde United   |

## Classement des buteurs
| Rang | Joueur            | Club              | Buts |
| ---- | ----------------- | ----------------- | ---- |
| 1    | Wayne Rooney      | Manchester United | 3    |
| 2    | Yasuhito Endō     | Gamba Ōsaka       | 2    |
| 2    | Christian Giménez | CF Pachuca        | 2    |
| 2    | Masato Yamazaki   | Gamba Ōsaka       | 2    |

| Joueurs ayant inscrit un but | Joueurs ayant inscrit un but | Joueurs ayant inscrit un but | Joueurs ayant inscrit un but |
| ---------------------------- | ---------------------------- | ---------------------------- | ---------------------------- |
| 5                            | Damián Álvarez               | CF Pachuca                   | 1                            |
| 5                            | Claudio Bieler               | LDU Quito                    | 1                            |
| 5                            | Luis Bolaños                 | LDU Quito                    | 1                            |
| 5                            | Cristiano                    | Adelaïde United              | 1                            |
| 5                            | Travis Dodd                  | Adelaïde United              | 1                            |
| 5                            | Flávio Amado                 | Al Ahly SC                   | 1                            |
| 5                            | Darren Fletcher              | Manchester United            | 1                            |
| 5                            | Hideo Hashimoto              | Gamba Ōsaka                  | 1                            |
| 5                            | Luis Montes                  | CF Pachuca                   | 1                            |
| 5                            | Daniel Mullen (en)           | Adelaïde United              | 1                            |
| 5                            | Cristiano Ronaldo            | Manchester United            | 1                            |
| 5                            | Paul Seaman (es)             | Waitakere United             | 1                            |
| 5                            | Nemanja Vidić                | Manchester United            | 1                            |